# Dadi Nicolas
Dadi L'homme Nicolas (Port-au-Prince, 29 settembre 1992) è un giocatore di football americano haitiano che milita nel ruolo di linebacker per i Denver Broncos della National Football League (NFL).

## Biografia

### Kansas City Chiefs
Dopo avere giocato al college a football a Virginia Tech, Nicolas fu scelto nel corso del sesto giro (203º assoluto) nel Draft NFL 2016 dai Kansas City Chiefs. Debuttò come professionista subentrando nella gara del primo turno contro i San Diego Chargers.

## Statistiche
| Partite totali      | 8 |
| Partite da titolare | 0 |
| Tackle              | 0 |
| Sack                | 0 |
| Intercetti          | 0 |